# پادار (شابران)
پادار (به لاتین: Padar) یک منطقه مسکونی در جمهوری آذربایجان است که در شهرستان شابران واقع شده‌است. پادار ۵۶۳ نفر جمعیت دارد.